# Piergiorgio Silvano Nesti
Piergiorgio Silvano Nesti (Marostica, 18 febbraio 1931 – Roma, 13 dicembre 2009) è stato un arcivescovo cattolico italiano.

## Biografia
Nacque a Marostica, in provincia e diocesi di Vicenza, il 18 febbraio 1931, secondo di tre fratelli.

### Formazione e ministero sacerdotale
Entrato nella congregazione della Passione di Gesù Cristo all'età di quattordici anni, l'8 settembre 1953 emise la professione temporanea dei voti.
Il 30 agosto 1959 fu ordinato presbitero, nel santuario di Santa Maria del Sasso a Caravate, dall'arcivescovo Giovanni Battista Peruzzo.
Dopo aver effettuato gli studi teologici, si iscrisse all'istituto "Teresianum" di Roma; qui ottenne il dottorato in spiritualità.
Presso la sua congregazione fu direttore del seminario minore passionista nella provincia del Cuore Immacolato di Maria, dal 1963 al 1968, superiore della comunità passionista di Betania, Gerusalemme, in Terra Santa, dal 1970 al 1972, e rettore della comunità dei Santi Giovanni e Paolo in Roma, dal 1972 al 1976. Ricoprì anche gli incarichi di segretario generale della Conferenza delle province italiane, di vicepresidente e segretario nazionale della Federazione italiana esercizi spirituali (FIES). Fu anche consultore della Congregazione delle cause dei santi.

### Ministero episcopale
Il 23 luglio 1993 papa Giovanni Paolo II lo nominò arcivescovo di Camerino-San Severino Marche; succedette a Francesco Gioia, precedentemente nominato delegato del Pontificio consiglio per il dialogo interreligioso. Il 29 agosto seguente ricevette l'ordinazione episcopale, nella cattedrale di Camerino, dal cardinale Angelo Felici, co-consacranti gli arcivescovi Cleto Bellucci e Salvatore De Giorgi. Durante la stessa celebrazione prese possesso della arcidiocesi.
Il 27 novembre 1996 fu nominato dallo stesso papa segretario della Congregazione per gli istituti di vita consacrata e le società di vita apostolica; succedette a Francisco Javier Errázuriz Ossa, precedentemente nominato arcivescovo, titolo personale, di Valparaíso.
Il 10 luglio 2006 papa Benedetto XVI accolse la sua rinuncia, presentata per raggiunti limiti di età; gli succedette Gianfranco Agostino Gardin.
Fu co-consacrante principale degli arcivescovi Edoardo Menichelli, Angelo Fagiani e Gianfranco Agostino Gardin.
Si spense il 13 dicembre 2009 all'ospedale romano delle "Figlie di San Camillo". Dopo le esequie, celebrate all'altare della Cattedra nella basilica di San Pietro in Vaticano dal cardinale Angelo Comastri, fu sepolto nella cripta della comunità passionista dei Santi Giovanni e Paolo, nel cimitero monumentale del Verano, a Roma.

## Genealogia episcopale
La genealogia episcopale è:
- Cardinale Scipione Rebiba
- Cardinale Giulio Antonio Santori
- Cardinale Girolamo Bernerio, O.P.
- Arcivescovo Galeazzo Sanvitale
- Cardinale Ludovico Ludovisi
- Cardinale Luigi Caetani
- Cardinale Ulderico Carpegna
- Cardinale Paluzzo Paluzzi Altieri degli Albertoni
- Papa Benedetto XIII
- Papa Benedetto XIV
- Papa Clemente XIII
- Cardinale Marcantonio Colonna
- Cardinale Giacinto Sigismondo Gerdil, B.
- Cardinale Giulio Maria della Somaglia
- Cardinale Carlo Odescalchi, S.I.
- Cardinale Costantino Patrizi Naro
- Cardinale Lucido Maria Parocchi
- Papa Pio X
- Cardinale Gaetano De Lai
- Cardinale Raffaele Carlo Rossi, O.C.D.
- Cardinale Amleto Giovanni Cicognani
- Cardinale Angelo Felici
- Arcivescovo Piergiorgio Silvano Nesti, C.P.